# Crocidolomia luteolalis
Crocidolomia luteolalis is een vlinder uit de familie van de grasmotten (Crambidae). De wetenschappelijke naam van de soort is voor het eerst gepubliceerd in 1893 door George Francis Hampson.
De soort komt voor in Sri Lanka.